# بورتون رودين
بورتون رودين (بالإنجليزية: Burton Rodin)‏ هو رياضياتي أمريكي، ولد في 1933.